# Volcán de Tindaya
Die Volcán de Tindaya ist eine RoPax-Fähre der Reederei Naviera Armas. Sie wird seit Juni 2003 im Linienverkehr zwischen Playa Blanca auf Lanzarote und Corralejo auf Fuerteventura eingesetzt.

## Allgemeines
Das Schiff ist mit der Baunummer 1617 von der spanischen Werft Hijos de J. Barreras in Vigo gebaut und 2003 abgeliefert worden. Benannt ist die Volcán de Tindaya nach einem erloschenen Vulkan auf Fuerteventura. Der Antrieb besteht aus zwei Schiffsdieselmotoren des Typs Wärtsilä 6L26, die mit 5200 kW auf zwei Verstellpropeller wirken. Bei einer Dienstgeschwindigkeit von 17 Knoten dauert die Überfahrt etwa eine halbe Stunde.
Die Volcán de Tindaya ist für 700 Passagiere und bis zu 120 Personenkraftwagen ausgelegt. Das durchgehende Fahrzeugdeck wird über ein Bugvisier und zwei Heckrampen be- oder entladen.